# Duach II Ladgrach
Duach II Ladgrach („Porywczy”) – legendarny zwierzchni król Irlandii z dynastii Milezjan (linia Eremona) w latach 375-365 p.n.e. Syn Fiachy IV Tolgracha, zwierzchniego króla Irlandii.
Według Roczników Czterech Mistrzów pomagał ojcu w zabójstwie Arta II mac Lugaid oraz w przejęciu po nim zwierzchniej władzy nad Irlandią. Ojciec, po siedmiu lub dziesięciu latach, został zabity w Boirinn z ręki Oiliolla (Aililla) II Finna, swego następcy oraz syna Arta II. Po jedenastu latach Duach wraz z Airgetmarem pokonał i zabił arcykróla Oiliolla II w bitwie pod Odhbha. Jednak Księga najazdów Irlandii („Lebor Gabála Érenn”), inne źródło średniowieczne, różni się od „Roczników”, co do niektórych szczegółów. Według niej ojciec Fiacha nie był nigdy arcykrólem irlandzkim. Po jego śmierci, w drugim roku panowania Oiliolla II, Dui (Duach) brał udział wraz z mieszkańcami Munsteru, w towarzystwie Eochaida, syna arcykróla Oiliolla II, Lugaida, syna arcykróla Eochaida VI Fiadmuine, w zebraniu, mającym na celu ukaranie zabójcy Airgetmara. Udało się mu wraz z nimi wygnać go za morze. Jednak Airgetmar, po powrocie do domu, z siedmioletniej emigracji, zawarł sojusz z Duachem. Po czym wraz z jego synem, Fiachą, dokonał mordu na Oiliollu II. Od tego momentu źródła zgadzają się zasadniczo ze sobą. Z powodu zbyt słabych sił, nie udało się im zapobiec przejęcia zwierzchniej władzy przez Eochaida VII, syna zabitego. Musieli oni czekać przez siedem lat, by ponownie spróbować zdobyć zwierzchni tron irlandzki. W Aine (ob. Knockany w pobliżu Bruff w hrabstwie Limerick) udało się im zabić arcykróla Eochaida VII. Opróźniona władza przeszła na ręce Airgetmara. Duach, po pewnym czasie, także chciał rządzić, więc zawarł sojusz z Lugaidem Laigde, synem Eochaida VII. Z jego pomocą, zabił dawnego wspólnika, zajmując po nim zwierzchni tron. Duach, po dziesięciu latach rządów nad Irlandią, zginął z ręki dawnego wspólnika, Lugaida III Laigde, który zemścił się za śmierć ojca oraz zagarnął opróźniony tron. Duach pozostawił po sobie dwóch synów, Fiachę, wyżej wymienionego, oraz Eochaida Buadacha, a przez niego dwóch wnuków Ugaine’a Mora oraz Badbchada, przyszłych zwierzchnich królów Irlandii.